# Elaeocarpus largiflorens
Elaeocarpus largiflorens là một loài thực vật có hoa trong họ Côm. Loài này được C.T.White mô tả khoa học đầu tiên năm 1933.